# مشروع الربط الكهربائي المصري السعودي
مشروع الربط الكهربائي بين مصر والسعودية اتفاق تعاون تم توقيعه في 2012 بين البلدين بكلفة حوالي 1.6 مليار دولار، ليصبح محوراً أساسياً في الربط الكهربائي العربي الذي يهدف لإنشاء بنية أساسية لتجارة الكهرباء بين الدول العربية تمهيدا لإنشاء سوق مشتركة للكهرباء.
معدل العائد من الاستثمار يبلغ أكثر من (13%) عند استخدام الرابط فقط للمشاركة في احتياطي توليد الكهرباء للبلدين مع مدة استرداد للتكاليف قدرها 8 سنوات، فيما يبلغ معدل العائد من الاستثمار حوالى (20%) عند استخدام الخط الرابط للمشاركة في احتياطي التوليد ولتبادل الطاقة بين البلدين في فترات الذروة لكل بلد بحد أعلى (3000) ميجاوات، إضافة إلى استخداماته الأخرى للتبادل التجاري للكهرباء خاصة في الشتاء الذي سيتيح للمملكة تصدير الكهرباء الفائضة في منظومتها إلى مصر.
وستتولى الشركة السعودية للكهرباء وشركة كهرباء مصر ستتوليان مسئولية تمويل وامتلاك وتشغيل وصيانة معدات الربط داخل أراضيها حتى ساحلى خليج العقبة بما في ذلك المعدات الطرفية والكابلات الأرضية، فيما ستكون ملكية وتمويل وتشغيل الكابلات البحرية التي ستعبر خليج العقبة مناصفة بين الشركتين، وأفاد وزير المياه والكهرباء السعودي أن تحديد ومسح مسار الخط الهوائى في كلا البلدين قد انتهى وأعدت المواصفات الفنية التفصيلية للمشروع ووثائق طرحه للمنافسة، ومسودة اتفاقيات تبادل الطاقة ومراجعة التكلفة التقديرية لعناصر المشروع، وطرق تمويله وتنفيذه، إضافة إلى أعمال المسح البحرى لمنطقة عبور الكيبل البحرى بين البلدين.
ومن المتوقع” أن يكلف إنشاء الخط في الجانب المصري نحو 570 مليون دولار، وسيتم الحصول عليه كقرض ميسّر من “الصندوق العربي للإنماء الاقتصادي”، بالإضافة إلى جزء من “البنك الدولي للإنشاء والتعمير”، أو من “الصناديق الأوروبية” التي يطلق عليها “المظلة الأوروبية”.
وكشف الرئيس التنفيذي لشركة الكهرباء السعودية، علي البراك، عن أن اختلاف أوقات الذروة لاستهلاك الكهرباء سيخدم مشروع الربط بين مصر والسعودية. لافتا إلى أن مدة استرداد تكاليف شبكة الربط الكهربائي لمصر والسعودية تبلغ 8 سنوات.
وفي 28 مارس 2024 قالت مصادر حكومية لموقع "العربية نت" إن شركة "بريزمن" الإيطالية بدأت أعمال تركيب الكابل البحري بطول يتجاوز 20 كيلومترا لمشروع الربط الكهربائي بين مصر والسعودية وبتكلفة إجمالية تقدر بـ 220 مليون يورو، مشيرة إلى أنه تم تعديل مسار الكابلات لعدم الإضرار بالبيئة أو الشعب المرجانية.